# Fläckig myrfågel
Fläckig myrfågel (Hylophylax naevioides) är en fågel i familjen myrfåglar inom ordningen tättingar som förekommer i södra Centralamerika och norra Sydamerika.

## Utseende
Fläckig myrfågel är en rätt liten fågel med en kroppslängd på 11 centimeter och vikten 16-19,5 gram. Hanen är karakteristisk med ett halsband av svarta fläckar på vitt bröst, kastanjefärgad rygg, grått huvud och svart strupe. Honan är mattare med stora fläckar på bröstet och två breda beige vingband.

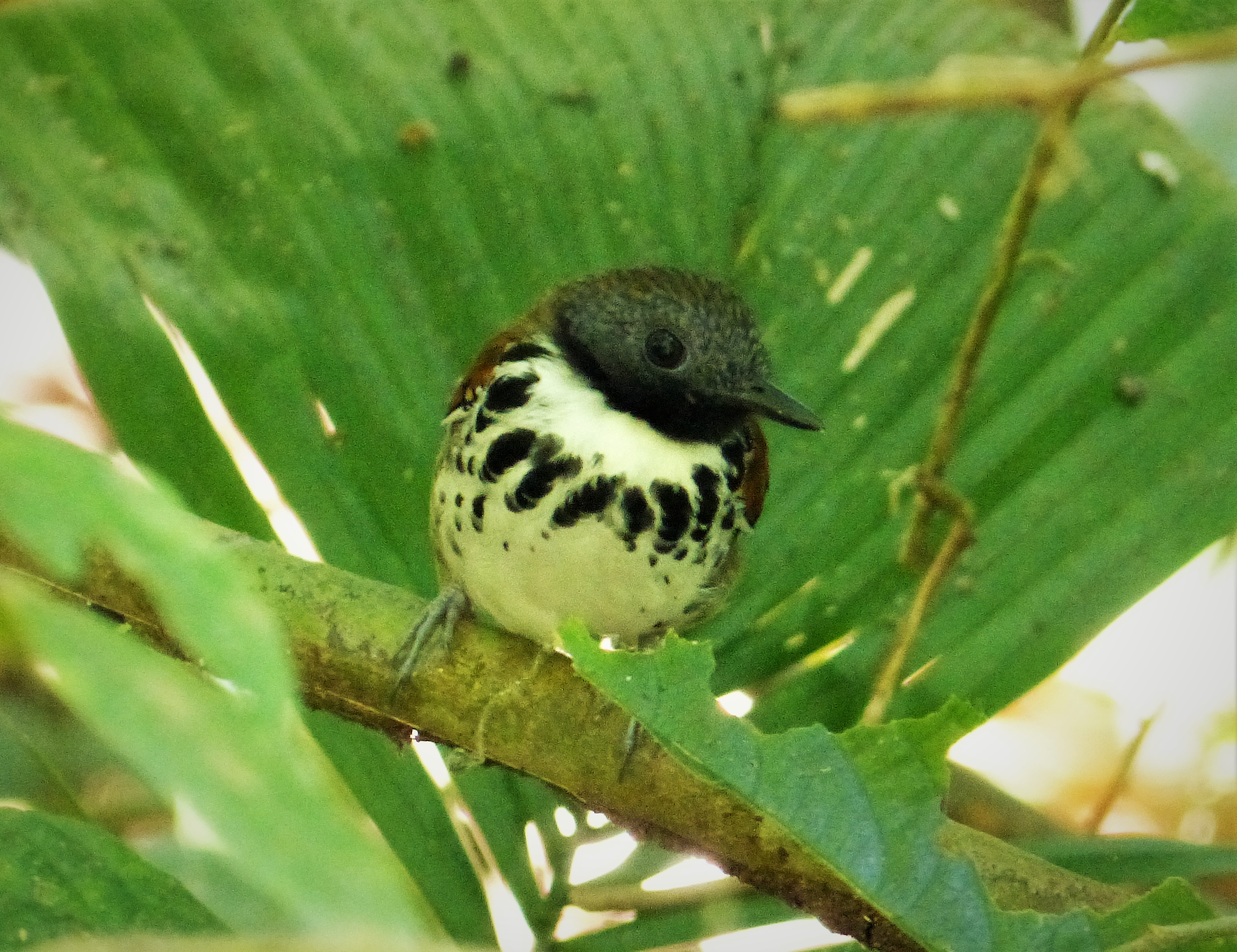
Hane

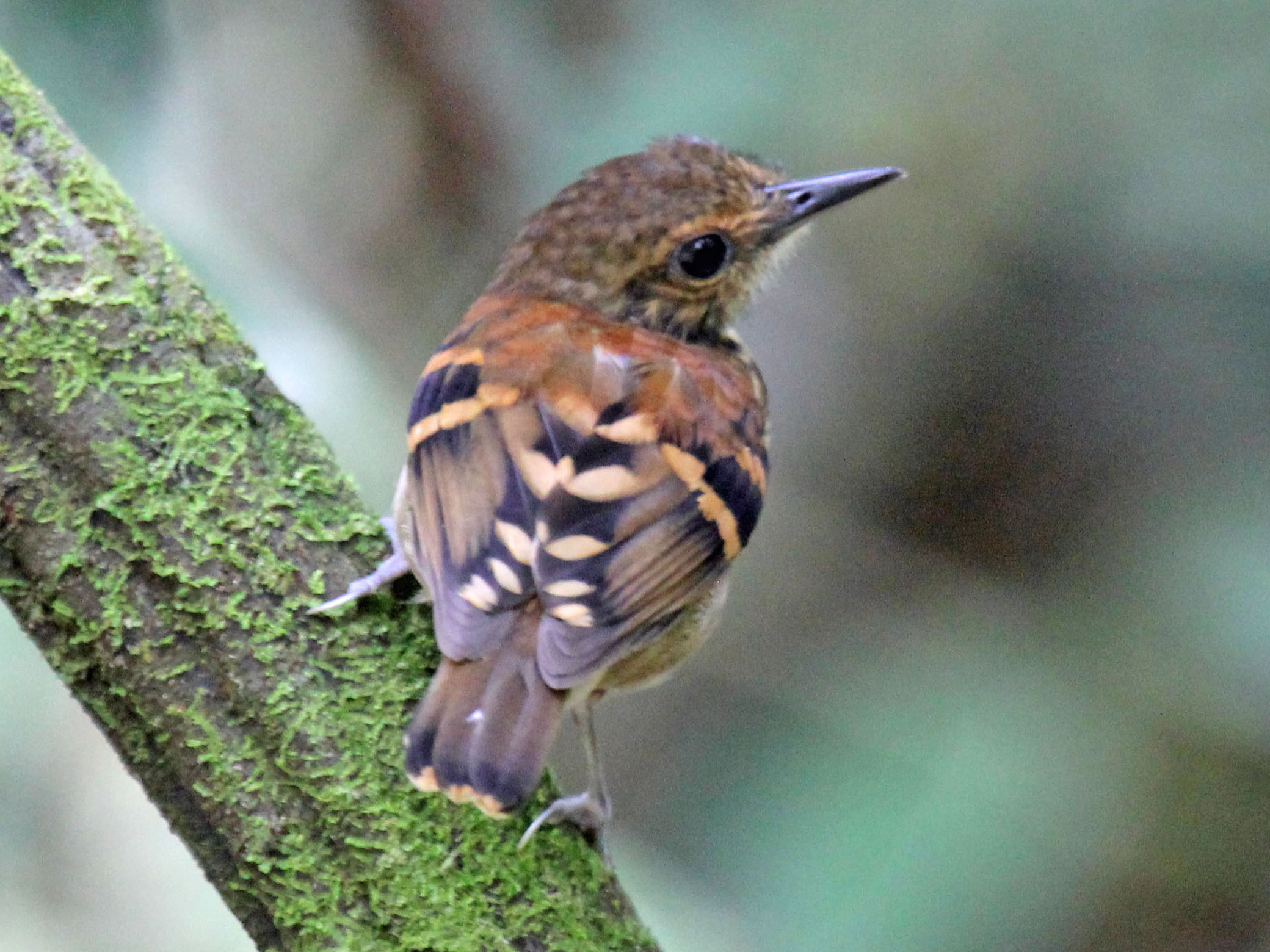
Hona

## Utbredning och systematik
Fläckig myrfågel delas in i två underarter med följande utbredning:
- Hylophylax naevioides capnitis – förekommer i sluttningen mot Karibien från östra Honduras till västra Panama.
- Hylophylax naevioides naevioides – förekommer från östra Panama till västra Colombia och västra Ecuador, samt Guyanaregionen.

DNA-studier visar att arten är nära släkt med fläckryggig myrfågel och faktiskt inbäddad i den arten. Dessa resultat har dock ännu inte lett till några taxonomiska förändringar.

## Levnadssätt
Fläckig myrfågel födosöker enstaka eller i par i de nedre nivåerna av fuktiga, uppvuxna skogar upp till 1000 meters höjd. Den följer vandrarmyror och fångar insekter och andra smådjur som flyr deras väg. Fågeln äter bland annat spindlar, skorpioner, kackerlackor, syrsor, vårtbitare, gråsuggor, enkelfotingar, skalbaggar, fjärilslarver, myror och hoppborstsvansar, ibland även ödlor och grodor. Arten bygger en öppen boskål vari den lägger två rödbrunfläckade vita ägg som båda föräldrar ruvar i elva dagar.

## Status och hot
Arten har ett stort utbredningsområde och en stor population, men tros minska i antal till följd av habitatförstörelse, dock inte tillräckligt kraftigt för att den ska betraktas som hotad. Internationella naturvårdsunionen IUCN kategoriserar därför arten som livskraftig (LC). Världspopulationen har inte uppskattats men den beskrivs som ganska vanlig.